# Lompolo (Pajala socken, Norrbotten, 752174-180737)
Lompolo är en sjö i Pajala kommun i Norrbotten och ingår i Torneälvens huvudavrinningsområde. Lompolo ligger i Manalainen Natura 2000-område.